# Microsoft Live Labs Pivot
Pivot fue una aplicación de software de Microsoft Live Labs que permite a los usuarios buscar e interactuar en grandes cantidades de datos. Está basado en Microsoft Seadragon. que se ha descrito como una aplicación que permite a los usuarios ver la web como una red de objetos en lugar de un conjunto de páginas aisladas.
Tras un periodo en pruebas, tras el cierre de Microsoft Live Labs el 8 de octubre de 2010, el proyecto fue cancelado y ya no está disponible para su descarga.